# Papa Honoriu al II-lea
Papa Honoriu al II-lea (n. secolul al XI-lea, San Martino in Pedriolo⁠(d), Casalfiumanese, Emilia-Romagna, Italia – d. 20 februarie 1130, Roma, Statele Papale) a fost un papă al Romei din 1124 până la moarte.
1. ↑  Catholic-Hierarchy.org, accesat în 19 octombrie 2020
2. ↑  Mirabile: Archivio digitale della cultura medievale